# Ворошиловка (Костанайская область)
Ворошиловка (каз. Ворошилов) — село в Карабалыкском районе Костанайской области Казахстана. Входит в состав Костанайского сельского округа. Находится примерно в 7 км к северу от районного центра, посёлка Карабалык. Код КАТО — 395045200.

## Население
В 1999 году население села составляло 577 человек (272 мужчины и 305 женщин). По данным переписи 2009 года, в селе проживало 498 человек (241 мужчина и 257 женщин).